# Кумордіно (Тверська область)
Кумордіно (рос. Кумордино) — присілок в Калінінському районі Тверської області Російської Федерації.
Населення становить 375 осіб. Входить до складу муніципального утворення Медновське сільське поселення.

## Історія
Від 2005 року входить до складу муніципального утворення Медновське сільське поселення.

## Населення
| 1859 | 1886 | 1997 | 2002 | 2010 |
| ---- | ---- | ---- | ---- | ---- |
| 302  | ↗355 | ↗522 | ↘496 | ↘375 |